# Most viszik Danikáné lányát
A Most viszik Danikáné lányát (vagy: Uborkáné, Bíborkáné lányát) leánykérő játék. Két változata is ismert.

## Első változat
Most viszik, most viszik Danikáné lányát

bíborban, bársonyban, arany koszorúban.

Nem adom a lányomat arany hintó nélkül,

abban pedig hat ló legyen, s mind a hatnak

arany farka legyen.
Feldolgozás:
| Szerző          | Mire                | Mű                            |
| --------------- | ------------------- | ----------------------------- |
| Gárdonyi Zoltán | négykezes zongora   | Bújj, bújj, zöld ág, 5. darab |
| Ludvig József   | ének, gitárakkordok | Kis kacsa fürdik…, 7. oldal   |

## Második változat
Most viszik, most viszik Bíborkáné lányát

bíborban, bársonyban, gyöngyös koszorúban.

Már én innen elmegyek, többé vissza sem jövök,

bíborban, bársonyban, gyöngyös koszorúban.

## Felvételek
Első változat:
- Most viszik,most viszik. Gy. Enikő & Tóth Krisztina  YouTube (2013. november 25.)  (Hozzáférés: 2016. június 26.) (videó) négykezes zongora
- Ezer Székely Leány Napra: Közös népi gyermekjátékfüzér. Hargita Együttes  YouTube (2014. június 27.)  (videó) 3:34–3:51. körjáték

Második változat:
- Most viszik. Ovitévé  YouTube (2012. szeptember 28.)  (Hozzáférés: 2016. június 26.) (videó) ének hangszerkísérettel